# Chocolate City: Vegas Strip
Série
Chocolate City
(2015)
Pour plus de détails, voir Fiche technique et Distribution.
Chocolate City: Vegas Strip est un film américain écrit et dirigé par Jean-Claude La Marre. The film comprend en vedette Vivica A. Fox, Robert Ri'chard, Michael Jai White, Mekhi Phifer, Ginuwine et Melanie Brown.
Il est la suite du film Chocolate City, paru en 2015.
Le film est disponible en VOSTF depuis le 12 août 2017 sur Netflix,,.

## Synopsis
Les danseurs du club Chocolate City vont à Las Vegas afin de remporter les 500 000 dollars d'une prestigieuse compétition. Ils espèrent alors sauver leur lieu de travail de la fermeture.

## Distribution
- Vivica A. Fox : Katherine McCoy
- Michael Jai White : Princeton
- Mekhi Phifer : Best Valentine
- Marc John Jefferies : Carlton Jones
- Robert Ri'chard : Michael McCoy
- Imani Hakim : Carmen
- Nikki Leigh : Ms Daisy
- Melanie Brown : Brandy
- Darrin Dewitt Henson : Magnus
- Ernest Thomas : Mr Williams
- Ginuwine : Pharaoh
- Trae Ireland : Deacon Wade Nixon
- Jean-Claude La Marre : Pasteur Jones
- Keith Carlos : Seduktion

## Production
Le film est d'abord diffusé sur la chaine BET le 1er juillet 2017, avant d’être disponible sur Netflix, depuis le 12 août 2017 ,,.

## Autour du film
Ce film marque le grand retour la chanteuse Melanie B au cinema, après de nombreuses prestations en tant que juré de télé-réalité.